# Synagogan i Qırmızı Qäsäbä
Synagogan i Qırmızı Qäsäbä eller Sexkupolssynagogan (azerbajdzjanska: Altı günbəz sinaqoqu) är en synagoga i Qırmızı Qäsäbä i Azerbajdzjan. Synagogan uppfördes 1888 efter ritningar av Gilel ben Xaimdir. Renovering av synagogan genomfördes 1995–2000.